# Memoriał Ryszarda Nieścieruka 1996
Drugi Memoriał Ryszarda Nieścieruka odbył się 19 października 1995 r. i miał formę czwórmeczu drużynowego, a zamysłem organizatorów było zaproszenie klubów, w których "Wielki Mag" zostawił trochę zdrowia. Zwyciężyła drużyna Atlasu-Polsat Wrocław, po dodatkowym wyścigu w którym Piotr Protasiewicz pokonał Roberta Dadosa.
Wyniki
- 19 października 1996 r. (sobota), Stadion Olimpijski (Wrocław). Sędzia – Marek Czernecki.
- NCD: 67,3 sek. – Piotr Protasiewicz w wyścigu 3. i 8.

| Msc | | Drużyna / Zawodnik                                          | Biegi                           | Punkty |
| --- | --- | ----------------------------------------------------------- | ------------------------------- | ------ |
| 1   | | Atlas-Polsat Wrocław                                        | Atlas-Polsat Wrocław            | 34+3   |
| 1   | (5) Rafał Haj (6) Wojciech Załuski (7) Dariusz Śledź (8) Piotr Protasiewicz (18) brak zawodnika         | (1,2,2,1,0) (1,1,0,0,3) (1,1,d,3,3) (3,3,3,3,3)             | 6 5 8 15+3                      |        |
| 2   | | GKM-Browary Bydgoskie Grudziądz                             | GKM-Browary Bydgoskie Grudziądz | 34+2   |
| 2   | (13) Robert Dados (14) Robert Kempiński (15) Adam Pawliczek (16) Jarosław Skarżyński (20) Paweł Staszek | (3,3,2,2,2) (3,1,3,1,2) (1,3,1,0,1) (2,0,0,-,-) (2,2)       | 12+2 10 6 2 4                   |        |
| 3   | | Polonia-Jutrzenka Bydgoszcz                                 | Polonia-Jutrzenka Bydgoszcz     | 32     |
| 3   | (1) Tomasz Gollob (2) Jacek Gollob (3) Jacek Gomólski (4) Marcin Ryczek (17) Eugeniusz Tudzież          | (3,2,3,3,d) (2,d,3,3,3) (0,1,-,1,0) (0,-,0,-,-) (2,2,2,2)   | 11 2 0 8                        |        |
| 4   | | Stal-Michael Gorzów Wlkp.                                   | Stal-Michael Gorzów Wlkp.       | 20     |
| 4   | (9) Robert Flis (10) Marek Hućko (11) Ryszard Franczyszyn (12) Mariusz Staszewski (19) Piotr Paluch     | (0,-,-,d,-) (0,d,1,-,1) (2,0,1,-,0) (2,2,2,d,1) (3,1,1,2,1) | 0 2 3 7 8                       |        |

Wyścig po wyścigu
1. (69,1) Kempiński, Staszewski, Haj, Ryczek (0:1:2:3)
2. (68,0) Dados, Franczyszyn, Załuski, Gomólski (0:2:4:6)
3. (67,3) Protasiewicz, J.Gollob, Pawliczek, Flis (2:5:4:7)
4. (69,0) T.Gollob, Skarżyński, Śledź, Hućko (5:6:4:9)
5. (69,0) Paluch, Tudzież, Załuski, Skarżyński (7:7:7:9)
6. (69,1) Pawliczek, Haj, Gomólski, Hućko (d3) (8:9:7:12)
7. (69,0) Dados, Staszewski, Śledź, J.Gollob (d3) (8:10:9:15)
8. (67,3) Protasiewicz, T.Gollob, Kempiński, Franczyszyn (10:13:9:16)
9. (68,0) Protasiewicz, Dados, Hućko, Ryczek (10:16:10:18)
10. (69,2) Kempiński, Tudzież, Paluch, Śledź (d1) (12:16:11:21)
11. (69,5) J.Gollob, Haj, Franczyszyn, Skarżyński (15:18:12:21)
12. (69,0) T.Gollob, Staszewski, Pawliczek, Załuski (18:18:14:22)
13. (68,7) Protasiewicz, Staszek, Gomólski, Staszewski (d4) (19:21:14:24)
14. (68,9) Śledź, Tudzież, Paluch (za Franczyszyna), Pawliczek (21:24:15:24)
15. (68,2) J.Gollob, Paluch (za Hućkę), Kempiński, Załuski (24:24:17:25)
16. (68,6) T.Gollob, Dados, Haj, Flis (d4) (27:25:17:27)

Wyścigi nominowane:
17. (70,0) Załuski, Staszek, Hućko, Gomólski (27:28:18:29)
18. (68,8) Śledź, Tudzież, Pawliczek, Franczyszyn (29:31:18:30)
19. (68,2) J.Gollob, Kempiński, Staszewski, Haj (32:31:19:32)
20. (68,8) Protasiewicz, Dados, Paluch, T.Gollob (d1) (32:34:20:34)
Wyścig barażowy o I miejsce:
21. (70,4) Protasiewicz, Dados